# U-Bahn-Station Reumannplatz
Die Station Reumannplatz ist eine am 25. Februar 1978 eröffnete U-Bahn-Station der Linie U1 im 10. Wiener Gemeindebezirk, Favoriten.
Die zweigeschoßige Station in Tieflage liegt direkt unter der Favoritenstraße bzw. dem Reumannplatz, der nach dem ersten sozialdemokratischen Bürgermeister von Wien, Jakob Reumann, benannt ist. Sie verfügt über einen Mittelbahnsteig. Ausgänge führen einerseits über ein Zwischengeschoß auf den parkartig ausgestalteten Reumannplatz und andererseits in die Fußgängerzone Favoritenstraße auf Höhe Quellenstraße. Am Ausgang Quellenstraße wurden die Ströme der Fahrgäste in die Station hinein und aus ihr hinaus baulich voneinander getrennt, außerdem wurde ein Aufzug nachgerüstet.
Es besteht die Möglichkeit, zur Straßenbahn und zu zahlreichen Autobuslinien umzusteigen. In unmittelbarer Nähe befinden sich das Amalienbad, der stadtbekannte Eissalon Tichy und die Einkaufsstraße Favoritenstraße.
Da die Station Reumannplatz 39 Jahre lang, von 1978 bis 2017, die südliche Endstation der Linie U1 war, befindet sich im Anschluss an die Station eine Wendeanlage für U-Bahn-Züge.

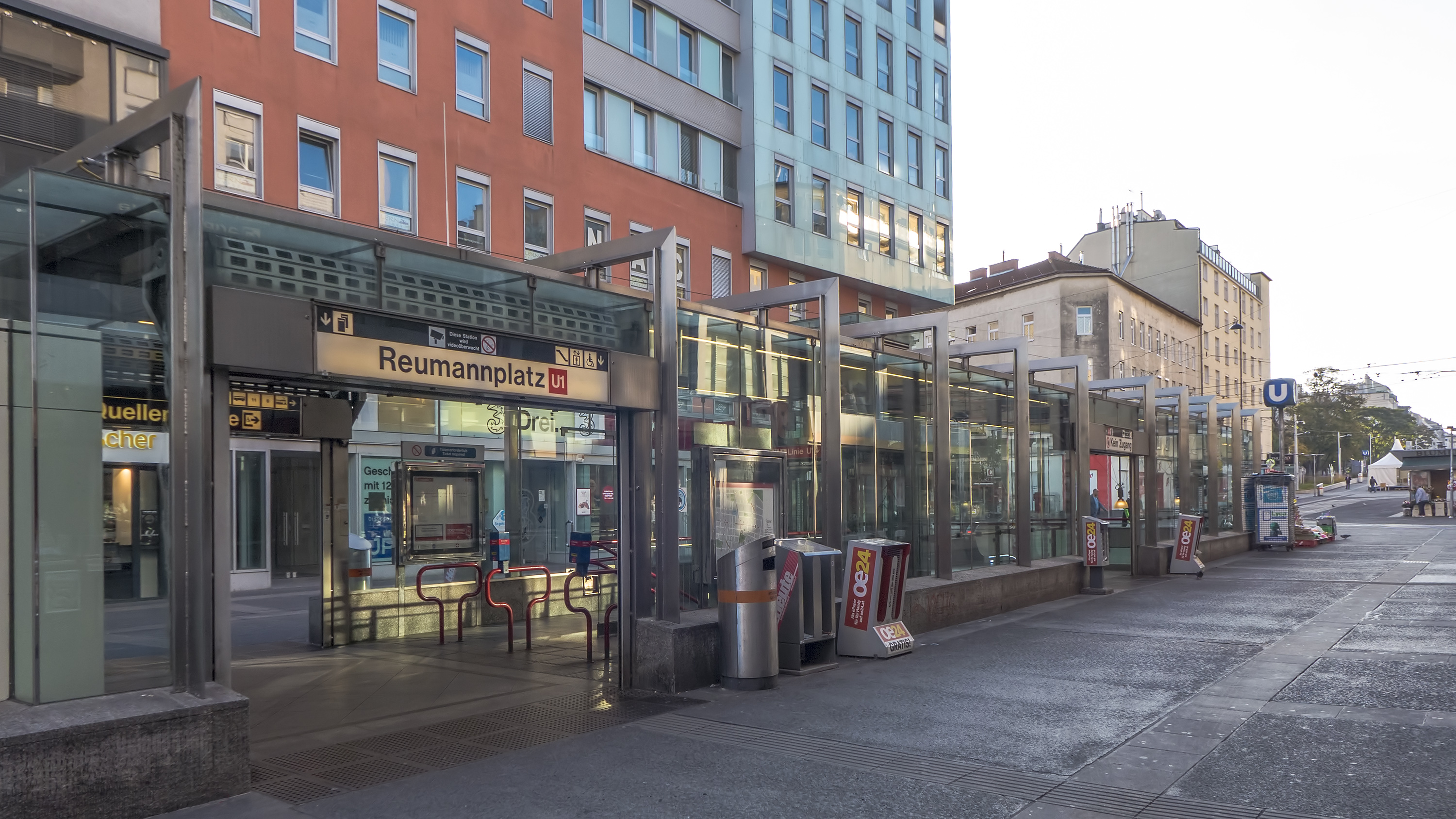
Das Aufnahmegebäude in der Favoritenstraße
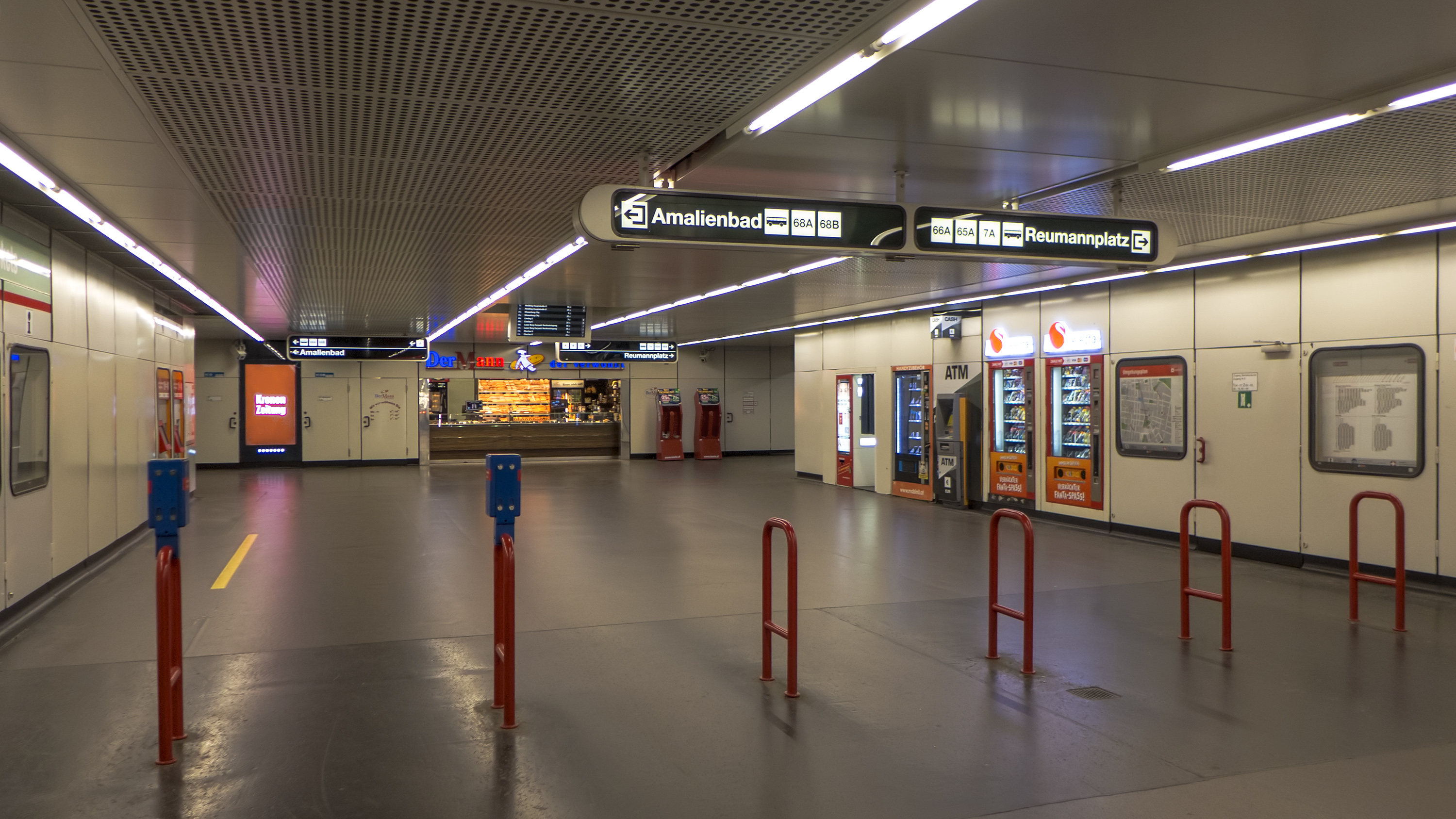
In der Station
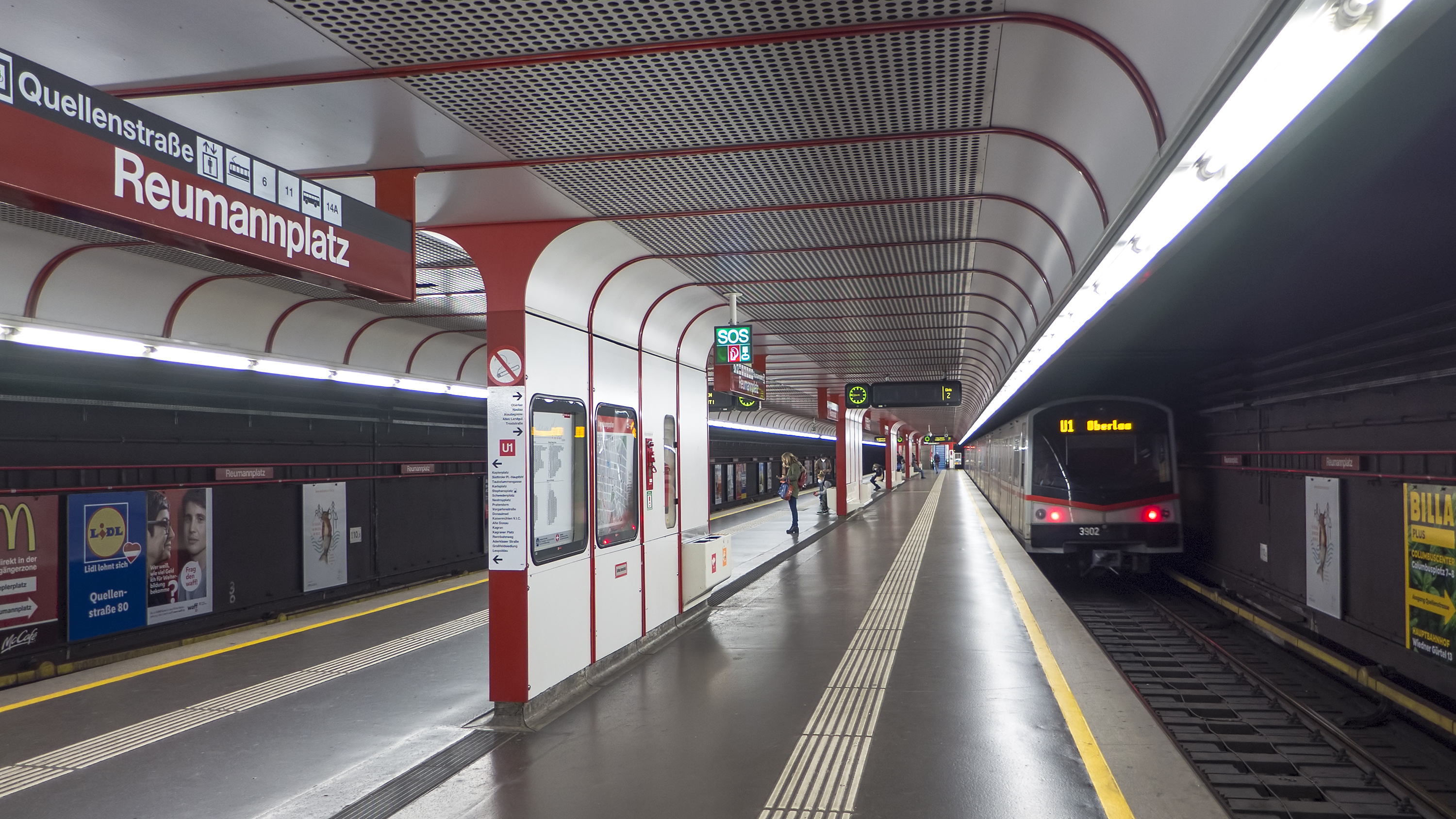
Bahnsteig Richtung Oberlaa
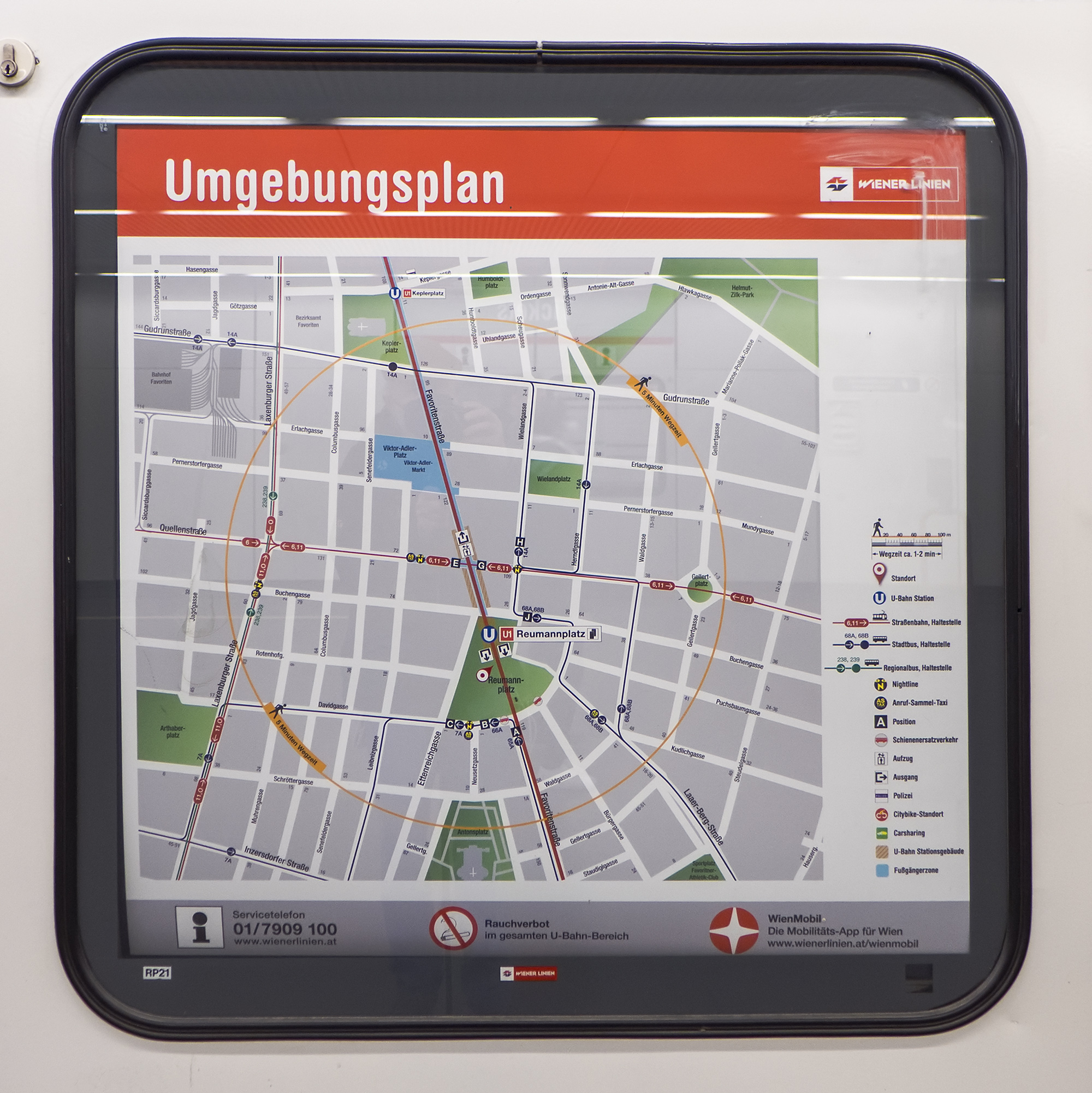
Umgebungsplan